# Love&Life〜private works 1999-2001〜
『Love&Life〜private works 1999-2001〜』（ラブアンドライフプライベートワークス）は、岡崎律子のスペシャルアルバムである。

## 概要
- 岡崎が生前公式ファンクラブ「Ritzberry Fields」にて自主制作で限定販売していたCD『プライヴェート・レコーディングス』の3作品に収録されていた楽曲全11曲を集め、改めてCD化・一般発売した作品集。
- 発売日が岡崎の一周忌本命日にあたる2005年5月5日にリリースされた。
- CD-EXTRA方式となっており、PCに接続すると「A Happy Life」のPVを観る事が出来る。なお、このPVは尾張徳川家第19代当主・徳川義親侯爵の本邸主屋として昭和9年に東京・目白に建設されたもので、現在は長野県南佐久郡南牧村大字海の口にて運営されている『八ヶ岳高原ヒュッテ』で撮影されている[1]。

### 楽曲解説
- 「星空にお祈り」は、飯塚雅弓のアルバム『so loving』に提供された楽曲。
- 12曲目から15曲目は、オリジナルアルバム未収録だったシングルのカップリング曲4曲。ボーナス・トラックとして収録されている。

## 収録曲
| 全作詞: 岡崎律子。 |                                      |           |           |                                        |      |
| #                  | タイトル                             | 作詞      | 作曲      | 編曲                                   | 時間 |
| 1.                 | 「Welcome to Ritzberry Fields 2001」 | 岡崎律子  | 岡崎律子  | 岡崎律子                               | 0:37 |
| 2.                 | 「やさしい贈りもの」                 | 岡崎律子  | 岡崎律子  | 長谷川智樹                             | 4:01 |
| 3.                 | 「A merry December」                 | 岡崎律子  | 岡崎律子  | 長谷川智樹                             | 3:55 |
| 4.                 | 「流星群の日」                       | 岡崎律子  | 岡崎律子  | 長谷川智樹                             | 2:59 |
| 5.                 | 「待ちあわせ」                       | 岡崎律子  | 岡崎律子  | 長谷川智樹                             | 6:06 |
| 6.                 | 「夢ははてしなく」                   | 岡崎律子  | 岡崎律子  | 長谷川智樹                             | 4:36 |
| 7.                 | 「月下の散歩」                       | 岡崎律子  | 岡崎律子  | 長谷川智樹                             | 3:46 |
| 8.                 | 「冬の陽」                           | 岡崎律子  | 岡崎律子  | 岡崎律子                               | 4:51 |
| 9.                 | 「the bright side」                  | 岡崎律子  | 岡崎律子  | 岡崎律子                               | 4:01 |
| 10.                | 「星空にお祈り」                     | 岡崎律子  | 岡崎律子  | 岡崎律子                               | 5:26 |
| 11.                | 「Welcome to Ritzberry Fields」      | 岡崎律子  | 岡崎律子  | 岡崎律子                               | 0:35 |
| 12.                | 「White Land」(BONUS TRACK)          | 岡崎律子  | 岡崎律子  | 蓮沼健介                               | 6:37 |
| 13.                | 「〜ハミング〜」(BONUS TRACK)        | 岡崎律子  | 岡崎律子  | 長谷川智樹                             | 2:59 |
| 14.                | 「12月の雪の日」(BONUS TRACK)        | 岡崎律子  | 岡崎律子  | 京田誠一                               | 3:41 |
| 15.                | 「Moonshadow」(BONUS TRACK)          | 岡崎律子  | 村山達哉  | 村山達哉・磯江俊道・加藤敏樹・加藤道明 | 6:29 |
| 合計時間:          | 合計時間:                            | 合計時間: | 合計時間: | 60:39                                  |      |